# Chan Tsz Kit
Chan Tsz Kit (chinesisch 陳子傑; * um 1990) ist ein Badmintonspieler aus Hongkong.

## Karriere
Chan Tsz Kit stand 2010 und 2011 im Hauptfeld der Hong Kong Super Series, 2012 im Hauptfeld der Macau Open. 2013 nahm er an den Badminton-Weltmeisterschaften teil. Bei der Badmintonmeisterschaft von Hongkong 2011 wurde er Vizemeister im Herrendoppel.